# Шкваров, Алексей Геннадьевич
Шкваров Алексей Геннадьевич (род. 25 мая 1960, Ленинград) — русский писатель, историк. Доктор философии (Университет Хельсинки, Финляндия), кандидат исторических наук (СПбГУ). Член Союза писателей России.

## Биография
- В 1982 году закончил Ленинградское высшее военное инженерно-строительное краснознаменное училище имени А. Н. Комаровского, факультет строительства Военно-морских баз[1].
- Военную службу проходил в Морской инженерной службе Краснознаменного Северного флота и Ленинградской военно-морской базы[1].
- В 2007 году в Санкт-Петербургском государственном университете получил ученую степень кандидата исторических наук[1]. Тема диссертационного исследования: «К. Г. Э. Маннергейм на службе в русской армии. 1887—1917 гг.»
- В 2013 году защитил докторскую диссертацию (PhD) в Университете Хельсинки. Тема диссертационного исследования: «Казачество эпохи Петра Великого».
- В 2010—2012 гг. участвовал в совместном международном научно-исследовательском проекте Университета Хельсинки (Финляндия) и С.-Петербургского государственного университета: Pietari ja Helsinki: kahden eurooppalaisen pääkaupungin vuoravaikutus 1800-luvun jälkipuollela ja 1900-luvun alussa. University of Helsinki. 2010—2012.
- В 2012—2013 являлся руководителем международного научно-исследовательского проекта С.-Петербургского государственного университета: «Identity issues in the Modern and Current History of Europe and America. The support of scientific research conducted by a team headed visiting researcher in the field of history, including the history of politics and falsification of history and ways to counter the falsification of history in science and education» Code: 2012-1.5-12-000-3001-005. Saint Petersburg State University. 2012—2013.
- С 2017 г. принимает участие в международном научном проекте "Keisariaika 1809-1917 Имперский период"[2]

В 2001—2008 гг. председатель правления благотворительного фонда «Православие». Инициатор строительства православных храмов в Санкт-Петербурге:
- часовни Св. Николая Угодника (г. Сестрорецк)
- церкви Св. Вмч. Пантелеимона (пос. Тарховка)
- часовни Св. Пр. Феодора Ушакова.(г. Кронштадт)

С 2008 года проживает в Финляндии, работает в университете Хельсинки.
В 2002—2009 гг. входил в состав Попечительского Совета Русского Географического общества.
С 2007 г. состоит в редакционном совете издания «Труды кафедры истории Нового и Новейшего времени СПбГУ».

## Автор книг
- "Забытая слава пехотных полков Ораниенбаума". СПб., 2003. 174 с.
- «Генерал-лейтенант Маннергейм. Рожден для службы царской: Летопись кавалерийских полков из послужного списка барона Маннергейма»: монография, СПб, Русская военная энциклопедия, 2005. Тираж 3000 экз.; ISBN 5-98735-001-8; СПб, RME Group Oy — Алетейя, 2011, Тираж 1000 экз. ISBN 978-952-5761-12-2; ISBN 978-5-91419-511-0
- «Карл Густав Эмиль Маннергейм как исследователь: экспедиция в Центральную Азию и Китай. 1906—1908 гг.»: монография, СПб, Изд. дом СПбГУ, 2005. Тираж 100 экз.
- «Лед. Гранит. Подковы: Покорение Финляндии»: монография, СПб, Русская военная энциклопедия, 2006. Тираж 3000 экз. ISBN 5-98735-006-9
- «Курьер из Стамбула»: роман, СПб, Русская военная энциклопедия, 2006. Тираж 3000 экз., ISBN 5-98735-006-9; М., Яуза, ЭКСМО, 2007. Тираж 7000 экз., ISBN 978-5-699-21726-7
- «200 лет истории лейб-гвардии Волынского полка: 1806-1906-2006 гг. Юбилейная памятка»: монография, СПб, Русская военная энциклопедия, 2006. Тираж 1000 экз., ISBN 5-98735-008-5
- «Слуги государевы»: роман, М., Яуза, ЭКСМО, 2007. Тираж 10 000 экз., ISBN 978-5-699-20504-2
- «Шведская интрига»: роман, М., Яуза, ЭКСМО, 2007. Тираж 5000 экз., ISBN 978-5-699-22169-1
- «По закону и казачьему обыкновению»: монография, Хельсинки, RME Group Oy, 2008. Тираж 1000 экз., ISBN 978-952-5761-03-0
- «Шведская сказка»: роман, Хельсинки, RME Group Oy, 2008. Тираж 3000 экз. ISBN 978-952-5761-00-9
- Программа спецкурса лекций "Карл Густав Маннергейм: политическая биография" кафедры истории Нового и Новейшего времени. Под общ. ред. В.Н. Барышникова. СПбГУ, 2008.
- Программа спецкурса лекций "Северная война: к вопросу об участии казачества в войне против Швеции 1700-1721 гг." кафедры истории Нового и Новейшего времени. Под общ. ред. В.Н. Барышникова. СПбГУ., 2008.
- «Pelkkä nimi — Suomalainen kertomus»: повесть на финск. яз., Tampere, Mediapinta, 2009. Print on demand., ISBN 978-952-235-043-5
- «Suuri Pohjan Sota. Kasakat Itämeren alueen sotanäyttämöillä»: монография на финск. яз., Helsinki, Yliopistopaino, 2009. Print on demand., ISBN 978-952-5761-08-5
- «Северная война (1700—1721 гг.): Донское казачество на прибалтийском театре»: монография, Хельсинки, RME Group Oy, 2009. Тираж 1000 экз. ISBN 978-952-5761-05-4
- "Полтавская битва. К 300-летию «Преславной баталии»: монография, М., Яуза, ЭКСМО, 2009. тираж 4000 экз. ISBN 978-5-699-35426-9
- "Никогда не женись на девушке из «Микадо»: повесть, Хельсинки, RME Group Oy; СПб, Алетейя, 2009. Тираж 5000 экз. ISBN 978-952-5761-07-08; ISBN 978-5-91419-209-6
- «Русская церковь и казачество в эпоху Петра I»: монография, Хельсинки, RME Group Oy; СПб, Алетейя, 2009. Тираж 1000 экз. ISBN 978-952-5761-09-2; ISBN 978-5-91419-267-6
- «Проклятие рода. Т. 1»: роман, Хельсинки, RME Group Oy; СПб, Алетейя, 2010. Тираж 1000 экз. ISBN 978-952-5761-10-8; ISBN 978-5-91419-293-5
- «Петр I и казаки», монография, Хельсинки,RME Group Oy; СПб, Алетейя, 2010. Тираж 1000 экз. ISBN 978-952-5761-11-5; ISBN 978-5-91419-375-8
- «Kenraaliluutnanti Mannerheim. Syntynyt tsaarin palvelukseen», монография на финск. языке, Helsinki, TEOS, 2010. ISBN 978-951-851-293-9
- «Проклятие рода. Т.2»: роман, СПб, Алетейя. 2011. Тираж 1000 экз. ISBN 978-5-91419-517-2
- «Мой сын, когда-нибудь, ты встретишься с отцом…» Сборник стихов Г. А. Шкварова под редакцией А. Г. Шкварова. СПб, Алетейя. 2011. Тираж 1000 экз. ISBN 978-5-91419-516-5
- "Казачество эпохи Петра Великого: конец «вольностям казачьим», академическая диссертация, Хельсинки, RME Group Oy; СПб, Алетейя. 2012. Тираж 300 экз. ISBN 978-952-5761-16-0; ISBN 978-5-91419-790-9.
- "Казаки в русско-шведских войнах" в Б.А. Алмазов "Мы казачьего рода" Т.2. С. 46-50, 78-82, 128-131, 215-228. Хельсинки: RME Group Oy, 2012.— ISBN 978-952-5761-06-1
- «Россия — Швеция. История военных конфликтов.1142-1809 гг.» : [монография]: 576 с. Хельсинки: RME Group Oy, 2013.— ISBN 978-952-5761-15-37
- "Проклятие рода. Т. 3. Кн. IV. "Воздвигну на тебя зло… «: роман: 304 с. Хельсинки: RME Group Oy, 2013. — ISBN 978-952-5761-13-9
- „Время греха“: роман: 480 с. Хельсинки: RME Group Oy, 2013.— ISBN 978-952-5761-14-6
- „Великая Северная война“. — М.: Ломоносовъ. — 2015. — 240 с. — (История. География. Этнография). — ISBN 978-5-91678-271-4
- „Cossacks in Finland and Sweden. (The Great Wrath): 1712—1721“ in Great Northern War Compendium. edited by THGC published in two volumes. St. Louis, Missouri, USA. 2015. Volume II. pp. 163–175. ISBN 978-0-9964557-3-2 (vol.2)
- „Когда пришли Русские…“ Статистическое исследование семей русских военных чинов и финляндских женщин в гарнизонах Свеаборга и Гельсингфорса в первой половине XIX в.: по материалам Национального архива Финляндии». Выпуск 1. — RME Group Oy, Helsinki. — 2016. — 312 c., ISBN 978-952-5761-17-7.
- „Когда пришли Русские…“ Статистическое исследование семей русских военных чинов и финляндских женщин в гарнизонах Свеаборга и Гельсингфорса во второй половине XIX в.: по материалам Национального архива Финляндии». Выпуск 2. — RME Group Oy, Helsinki. — 2017. — 264 c., ISBN 978-952-5761-18-4.
- "Когда пришли Русские..." Статистическое исследование семей русских военных чинов и финляндских женщин в гарнизоне Або (Турку) в XIX в.: по материалам Национального архива Финляндии". Выпуск 3. - RME Group Oy. Loviisa. - 2018. - 196 c., ISBN 978-952-5761-19-1.
- "Когда пришли Русские..." Статистическое исследование семей русских военных чинов и финляндских женщин в гарнизоне Фридрихсгамна (Хамина) в XVIII-XIX в.: по материалами Национального архива Финляндии". Выпуск 4. - RME Group Oy. Loviisa. - 2018. - 320 c. ISBN 978-952-5761-20-7.
- "Когда пришли Русские..." Статистическое исследование семей русских военных чинов и финляндских женщин в гарнизонах Роченсальма, Вильманстрандра и Нейшлота в XVIII и XIX вв.: по материалам Национального архива Финляндии и ЦГИА СПб". Выпуск 5. RME Group Oy. Loviisa. - 2019. - 303 c. ISBN 978-952-5761-21-4

Автор десятков научных, научно-популярных статей и рассказов.
Научные статьи (РИНЦ):
- Проблемы демаркации русско-шведской границы по итогам войны 1741-1743 гг. согласно Абоскому мирному трактату. Труды кафедры истории Нового и Новейшего времени. СПбГУ. 2021. № 21-2. С. 9-36
- Крепость Вильманстранд и ее гарнизон в 1750-1850 гг.: по материалам Национального архива Финляндии. Санкт-Петербург и страны Северной Европы. Материалы научной конференции. СПбГУ. 2019. № 20/1. С. 86-94.
- Гарнизон Роченсальма в 1790-1850 гг. Санкт-Петербург и страны Северной Европы. Материалы научной конференции. СПбГУ. 2019. № 21/1. С. 41-49.
- Русский гарнизон города Або (Турку) в XIX в. Труды кафедры истории Нового и Новейшего времени. СПбГУ. 2018. № 18-1. С. 38-56
- Крепость Нейшлот и ее гарнизон в 1750-1850 гг.: по материалам Национального архива Финляндии. Труды кафедры истории Нового и Новейшего времени. СПбГУ. 2018. № 18-2. С. 242-255.
- Евреи и мусульмане в русской армии и на флоте в Великом княжестве Финляндском.  Санкт-Петербург и страны Северной Европы. Материалы научной конференции. СПбГУ. 2016. № 17/2. С. 23-29.
- Международная научная конференция "Россия и страны Северной Европы в системе международных отношений: через века истории. Барышников В.Н., Сидоренко Л.В., Шкваров А.Г., Янченко Д.Г. Вестник Санкт-Петербургского университета. История. 2013. № 1. С. 171-174.
- Части Финляндского корпуса и финские национальные войска в 1812 г. Труды кафедры истории Нового и Новейшего времени. СПбГУ. 2013. № 10. С. 59-65.
- Метрические книги православных церквей Финляндии как источник по истории русских гарнизонов Великого княжества. 1809-1917 гг.  Санкт-Петербург и страны Северной Европы. Материалы научной конференции. СПбГУ. 2013. № 14. С. 257-267.
- Население Финляндии и русские гарнизоны в годы первой мировой войны (1914-1918 гг.). Проблемы взаимоотношений.  Санкт-Петербург и страны Северной Европы. Материалы научной конференции. СПбГУ. 2012. № 13. С. 109-120.
- Русские гарнизоны в Великом княжестве Финляндском: Проблемы взаимоотношений с местным населением.  Санкт-Петербург и страны Северной Европы. Материалы научной конференции. СПбГУ. 2011. № 12. С. 80-90.
- Российское казачество в Финляндии 1809-1917 гг.  Санкт-Петербург и страны Северной Европы. Материалы научной конференции. СПбГУ. 2010. № 11. С. 76-81.
- Plokhy S. Tsars and Cossacks: A study in Iconography. Cambridge. MA. 2002. 102 p. Рецензия.  Труды кафедры истории Нового и Новейшего времени. СПбГУ. 2010. № 4. С. 278-288.
- О проблеме "геноцида и военных преступлений" казачества на территории прибалтийских провинций Швеции в ходе русско-шведских войн XVIII-XIX вв.  Санкт-Петербург и страны Северной Европы. Материалы научной конференции. СПбГУ. 2009. № 10. С. 90-110.
- Экспедиция К.Г. Маннергейма в Китайский Туркестан (1906-1908 гг.) и российская геостратегия на Востоке. Шкваров А.Г., Юнтунен А. Известия Русского географического общества. СПб. 2008. Т. 140. № 6. С. 51-56.
- К.Г. Маннергейм в сражениях начального этапа первой мировой войны. 1914 г. Вестник Санкт-Петербургского университета. История. 2006. № 3. С. 151-156.

## Награды
- юбилейная медаль «70 лет Вооруженных Сил СССР»
- юбилейная медаль в честь 300-летия Санкт-Петербурга
- орден Св. Бл. Кн. Даниила Московского Русской православной церкви
- серебряная медаль Св. Ап. Петра Русской православной церкви
- золотая медаль «За заслуги» Русского географического общества
- медаль им. А. С. Грибоедова Московской городской организации Союза писателей РФ.
- Лауреат (1 место) Германского международного литературного конкурса «Лучшая книга года» 2016 г.